# Primeira Guerra Mundial na Albânia
Na Primeira Guerra Mundial, a Albânia era um estado independente, tendo conquistado a independência do Império Otomano em 28 de novembro de 1912, durante a Primeira Guerra dos Balcãs. Foi reconhecido pelas Grandes Potências como o Principado da Albânia, depois que o Império Otomano renunciou oficialmente a todos os seus direitos em maio de 1913.  Sendo um país novo e incipiente, ele rapidamente se desintegrou e, poucos meses depois de assumir o poder, seu governante alemão, o príncipe Guilherme, foi forçado a fugir. Após o início da Primeira Guerra Mundial, a anarquia tomou conta do país enquanto tribos e regiões se rebelavam contra o governo central. Para proteger a minoria grega, o controle grego foi estabelecido nos distritos do sul, substituindo as unidades epirotas do norte a partir de outubro de 1914. Em resposta a isso, a Itália, embora oficialmente neutra na época, também enviou tropas para o porto de Vlorë, enquanto Sérvia e Montenegro assumiram o controle das regiões do norte. Em 1915, a Sérvia foi invadida por forças combinadas alemãs, austro-húngaras e búlgaras; o exército sérvio recuou através das passagens montanhosas do norte da Albânia, em direção ao Adriático. As tropas italianas expulsaram os gregos do sul da Albânia e colocaram quase todo o território albanês sob seu controle.  As forças austríacas invadiram em junho de 1916; as forças austro-húngaras permaneceram na Albânia até o fim da guerra, quando uma força aliada multinacional invadiu e os expulsou em 1918.

## Antecedentes
A Albânia foi um país que declarou sua independência apenas dois anos antes da Primeira Guerra Mundial. Após as Guerras dos Balcãs, Sérvia, Montenegro e Grécia ocuparam e reivindicaram partes da Albânia. Foi decidido que Guilherme de Wied, um príncipe alemão, se tornaria o líder do novo Principado da Albânia.  O principado sob Guilherme foi estabelecido em 21 de fevereiro de 1914 e o príncipe Guilherme chegou à Albânia, em sua capital provisória, Durrës, em 7 de março de 1914, junto com a família real. A segurança da Albânia seria garantida por uma gendarmaria comandada por oficiais holandeses. Na Albânia ele era chamado de Rei Guilherme; fora da Albânia, Príncipe Guilherme. 
A parte sul do país, o Epiro do Norte, que tinha uma grande população grega, ficou irritada por fazer parte da Albânia e, quando os soldados gregos partiram, ela se levantou contra Guilherme. Sob pressão das grandes potências, os gregos recuaram nas exigências de independência e negociações foram realizadas na ilha de Corfu, onde em 17 de maio de 1914 representantes albaneses e epirotas assinaram um acordo conhecido como Protocolo de Corfu. De acordo com os seus termos, o Epiro do Norte adquiriria uma existência autónoma completa (como um corpus separatum) sob a soberania nominal albanesa do príncipe Guilherme.  O acordo do Protocolo foi ratificado pelos representantes das Grandes Potências em Atenas em 18 de junho e pelo governo albanês em 23 de junho. 

### Revolta contra o Príncipe Guilherme
Em 7 de março, um mês após aceitar o trono, o rei Guilherme chegou à sua capital provisória, Durrës, e começou a organizar seu governo, nomeando Turhan Paxá Përmeti para formar o primeiro gabinete albanês.  Este primeiro gabinete foi dominado por membros da nobreza (Essad Paxá Toptani, defesa e relações exteriores, George Adamidi bey Frachery, finanças, e Aziz Paxá Vrioni, agricultura).
Seu breve reinado foi turbulento. Imediatamente após a sua chegada, a agitação muçulmana eclodiu na Albânia central, influenciada pela propaganda otomana que retratava o novo regime como uma ferramenta dos poderes cristãos e dos grandes proprietários de terras.   No início de Maio de 1914,  o descontentamento tinha evoluído para uma revolta geral liderada por Haxhi Qamili e outros clérigos muçulmanos. O objectivo dos rebeldes era restaurar o domínio otomano sobre a Albânia,  e rejeitaram violentamente o nacionalismo e o secularismo albaneses. 
Há relatos divergentes quanto à natureza exata do envolvimento de Toptani na revolta. Algumas fontes indicam que ele teve um papel de liderança na revolta desde o início,   enquanto outras descrevem os rebeldes como explicitamente anti-Toptani.   Em qualquer caso, e independentemente de ter ou não um apoio generalizado entre os rebeldes, Toptani queria tirar partido do caos para expulsar o príncipe Guilherme e tomar o poder para si, e foi apoiado pela Itália,   que via Guilherme como sendo demasiado pró-austríaco.  Os oficiais holandeses liderados por Lodewijk Thomson, que estavam estacionados na Albânia como parte do ICC, acabaram por decidir prender Toptani,  apesar de Wilhelm permanecer indeciso sobre o assunto.  Em 19 de maio, a casa de Toptani foi invadida pelas forças governamentais e ele se rendeu; no dia seguinte, ele foi exilado para a Itália.  

## Primeira Guerra Mundial
A guerra eclodiu na Europa em 28 de julho de 1914, com a Albânia continuando em desordem. Durante a guerra, forças de ocupação, tanto das potências centrais quanto das aliadas, massacraram a população albanesa em diversas ocasiões.

### Partida do Príncipe Guilherme (setembro de 1914)
A eclosão da Primeira Guerra Mundial apresentou mais problemas para o Príncipe Guilherme, pois a Áustria-Hungria exigiu que ele enviasse soldados albaneses para lutar ao lado deles. Quando ele recusou, citando a neutralidade da Albânia no Tratado de Londres, a remuneração que ele recebia foi cortada. 
Com os rebeldes muçulmanos sitiando Durrës por meses e sob pressão esmagadora, Guilherme evacuou a Albânia em 3 de setembro de 1914. Em 7 de setembro, Durrës finalmente caiu nas mãos dos rebeldes.  Com estes acontecimentos, a autoridade central restante desmoronou-se e qualquer sentido de unidade nacional na Albânia evaporou-se. 

### Estabelecimento do Senado da Albânia Central (setembro-outubro de 1914)
O "Senado da Albânia Central" foi o governo formado pelos insurgentes muçulmanos após a captura de Durrës em 7 de setembro de 1914. Dentro da cidade, os rebeldes vitoriosos içaram a bandeira otomana, começaram a prender os apoiantes de Guilherme e declararam que iriam tentar instalar um príncipe muçulmano.   O príncipe Şehzade Mehmed Burhaneddin, filho do antigo sultão otomano Abdulamide II, foi convidado a assumir esta posição,   mas esta proposta nunca se concretizou. A grande maioria da população que vive na parte norte e sul da Albânia dissociou-se do Senado da Albânia Central. 
O Senado aparentemente abandonou os seus planos para um "príncipe muçulmano" e convidou Essad Toptani a regressar à Albânia e a assumir a liderança.  Toptani estava na França quando a Primeira Guerra Mundial estourou e imediatamente partiu para a Albânia, buscando tomar o poder e alinhar a Albânia com as Potências da Entente.  No caminho, ele parou na Sérvia e assinou o Tratado de Niš com o primeiro-ministro sérvio Nikola Pašić em 17 de setembro. O tratado previa uma aliança sérvio-albanesa que seria implementada com Toptani retornando à Albânia e sendo eleito líder. Em 19 de Setembro,  com total apoio sérvio, Toptani regressou à Albânia. Ele foi para a região de Dibër, onde reuniu uma força de 4.000 voluntários e entrou pacificamente em Durrës no início de outubro de 1914.  Em 5 de outubro, com o apoio do Senado, Toptani proclamou-se primeiro-ministro e presidente,  estabelecendo o Governo Toptani, considerado o terceiro governo no poder na Albânia. Imediatamente depois, ele declarou guerra à Áustria-Hungria para mostrar que estava do lado da Entente.  
Toptani sabia que a grande maioria da população governada pelo Senado da Albânia Central permanecia pró-otomana (o Império Otomano era neutro naquele ponto da guerra). Portanto, ele não questionou a política pró-otomana do Senado nem sua declaração nominal de que o sultão otomano (Maomé V) tinha suserania sobre a Albânia. 

### Ocupação grega do Epiro do Norte (outubro de 1914)

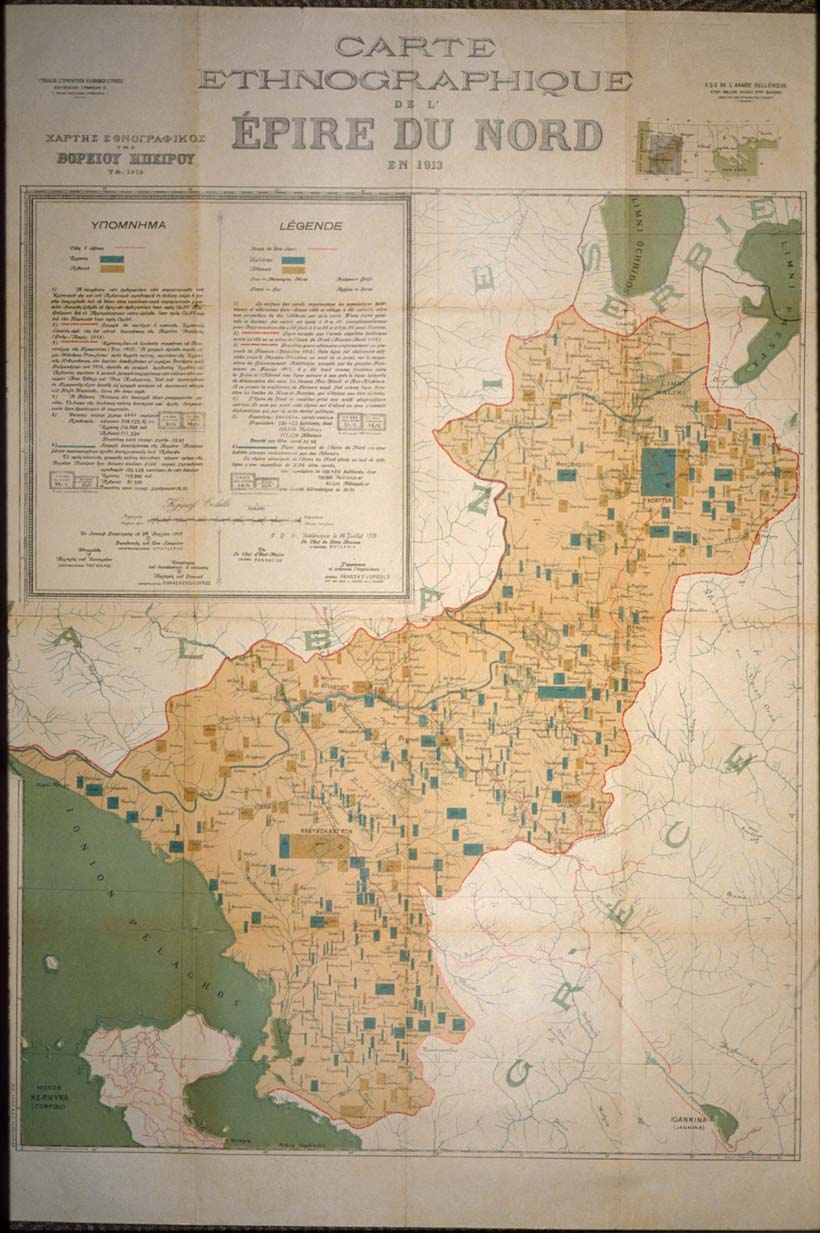
Mapa do Epiro do Norte.

Nos dias seguintes à partida do príncipe Wilhelm, uma unidade epirota lançou um ataque à guarnição albanesa em Berat sem a aprovação do governo provisório, conseguindo capturar sua cidadela por vários dias, enquanto as tropas albanesas leais a Essad Paxá iniciaram operações armadas em pequena escala.  Esses eventos preocuparam o primeiro-ministro grego, Elefthérios Venizélos, bem como a possibilidade de que a situação instável pudesse se espalhar para fora da Albânia, desencadeando um conflito mais amplo. Em 27 de outubro de 1914, após receber a aprovação das Grandes Potências, o V Corpo de Exército do Exército grego entrou na área pela segunda vez. O governo provisório do Epiro do Norte deixou de existir formalmente, declarando que havia alcançado seus objetivos. As tropas gregas cruzaram a fronteira sul da Albânia no final de outubro de 1914, reocupando oficialmente o sul da Albânia, excluindo Vlorë, e estabelecendo uma administração militar em 27 de outubro de 1914.  Os italianos não ficaram satisfeitos com a ocupação grega e enviaram fuzileiros navais italianos para ocupar Vlorë, ou Avlona, ou Valona, como a chamavam.  Em 31 de outubro, os italianos tomaram a ilha estratégica de Saseno ou Ilha Sazan.  Em Dezembro, a Itália reiterou que a Albânia permaneceria neutra, tal como declarado na Conferência de Londres, e que os navios-azuis italianos desembarcaram em Valona com esse objectivo. 

### Revolta fracassada contra Toptani (outubro de 1914–junho de 1915)
O Império Otomano declarou guerra à Entente em 31 de outubro de 1914. Isso abalou o equilíbrio de Toptani entre sua administração pró-Entente e suas propostas à maioria pró-otomana da Albânia Central. Encorajada especialmente pela declaração otomana de jihad contra a Entente (14 de novembro), uma revolta muçulmana ocorreu mais uma vez, desta vez começando na área de Krujë.  Esses rebeldes eram extremamente anti-sérvios e influenciados pela propaganda otomana que rotulava Toptani como um traidor do Islã e apelava à reconquista do Kosovo à Sérvia.  Haxhi Qamili voltou a ser um dos comandantes desta nova revolta. 
Esses rebeldes de Krujë comprometeram significativamente a posição de Toptani. Muitos de seus seguidores, influenciados pela retórica dos rebeldes, desertaram para o lado deles. As Potências Centrais apoiaram-nos activamente, com oficiais otomanos a chegarem à região para comandar as forças rebeldes, e a Áustria-Hungria a fornecer regularmente aos rebeldes dinheiro, armas e munições.  Os rebeldes de Krujë também começaram a realizar ataques transfronteiriços na Sérvia, juntamente com irregulares búlgaros. 
Os rebeldes de Krujë continuaram a expandir seus ganhos territoriais às custas do Senado da Albânia Central. Sob pressão significativa, Toptani solicitou várias vezes que a Sérvia e a Grécia viessem em seu auxílio.  Procurando apaziguar a Grécia, ele reconheceu o controlo grego do Epiro do Norte num acordo secreto.  A Sérvia finalmente ordenou os preparativos para uma intervenção em apoio ao Senado em Dezembro de 1914, mas isso foi significativamente atrasado pelas preocupações da Rússia, membro da Entente, de que as operações na Albânia pudessem distrair a frente austro-húngara e parecer desafiar os interesses italianos no país.  Nessa altura, o Senado - tal como a administração do Príncipe Wilhelm antes dele - tinha sido despojado de todo o controlo territorial fora de Durrës, que estava sob constante cerco pelos rebeldes de Krujë.   Apenas a marinha italiana, presente na baía adjacente, estava ajudando a defender Durrës dos rebeldes.  Em maio de 1915, Qamili foi eleito líder dos rebeldes, marcando sua segunda vez liderando uma revolta pró-otomana na Albânia. 
Após meses de atraso, a intervenção sérvia finalmente começou no início de junho de 1915. Os sérvios organizaram uma ofensiva massiva de três frentes na Albânia e esmagaram com sucesso a insurgência, aliviando Toptani.  O derrotado Qamili e os seus companheiros líderes rebeldes foram enviados como prisioneiros para Durrës, onde foram enforcados.  Um "Destacamento Albanês" especial foi criado pelos sérvios para pacificar completamente a Albânia e consolidar a autoridade de Toptani. 
A intervenção sérvia foi fortemente contestada pela Itália e outros membros da Entente, mas a Sérvia declarou que estas eram acções temporárias e que as suas tropas se retirariam da Albânia assim que o domínio de Toptani sobre o país fosse consolidado. 
Em 28 de junho de 1915, Toptani e o ministro do interior sérvio assinaram um tratado com o objetivo de estabelecer uma união sérvio-albanesa com um exército conjunto, administração alfandegária, banco nacional e missões estrangeiras, com Toptani sendo reconhecido como príncipe da Albânia e com as forças sérvias permanecendo na Albânia em um futuro previsível para apoiar Toptani e eliminar inimigos comuns. 

### Retirada sérvia (final de 1915–início de 1916)
À medida que a anarquia crescia no norte da Albânia e os gregos se mudavam para o sul, a Itália enviou suas tropas para ocupar Vlorë, enquanto Sérvia e Montenegro ocupavam partes do norte da Albânia. Movimentos defensivos bem-sucedidos durante a Campanha Sérvia da Primeira Guerra Mundial mantiveram as Potências Centrais fora da Albânia até 1915. A Bulgária foi finalmente persuadida a entrar na Guerra ao lado das Potências Centrais e os austro-húngaros e alemães começaram seu ataque contra a Sérvia em 7 de outubro, enquanto em 14 de outubro de 1915, o exército búlgaro atacou de duas direções, deixando os exércitos sérvios em desordem.
Após ataques da Bulgária e da Áustria, o líder do exército sérvio, marechal Putnik, ordenou uma retirada total, para o sul e oeste, através de Montenegro e para a Albânia. O clima estava terrível, as estradas eram precárias, e o exército teve que ajudar dezenas de milhares de civis que recuaram com eles, quase sem suprimentos ou comida. Mas o mau tempo e as estradas precárias também prejudicaram os refugiados, pois as forças das Potências Centrais não conseguiram pressioná-los o suficiente e eles escaparam da captura. Muitos dos soldados e civis em fuga não conseguiram chegar à costa, no entanto – perderam-se devido à fome, à doença, aos ataques das forças inimigas e dos grupos tribais albaneses. 
O governo de Toptani forneceu apoio ao exército sérvio em retirada sempre que possível, e as forças de Toptani envolveram-se em escaramuças com os irregulares albaneses que atacavam os sérvios.  
Entretanto, com as forças austro-húngaras prestes a tomar Durrës, Toptani e várias centenas de seus homens foram evacuados do país em fevereiro de 1916; antes de sua partida, ele declarou guerra às Potências Centrais (em outubro de 1914, ele havia declarado guerra apenas à Áustria-Hungria). Com o apoio da Sérvia, Grécia e França, o governo de Toptani foi reconhecido como um governo legítimo no exílio. No entanto, Toptani foi finalmente marginalizado quando a Albânia se tornou um campo de batalha entre a Entente e as Potências Centrais. 
As circunstâncias da retirada foram desastrosas e, no total, apenas cerca de 155.000 sérvios, a maioria soldados, chegaram à costa do Mar Adriático e embarcaram em navios de transporte italianos que levaram o exército para várias ilhas gregas (muitas para Corfu) antes de serem enviados para Salônica. A evacuação do exército sérvio da Albânia foi concluída em 10 de fevereiro de 1916. Na esteira dos sérvios vieram os exércitos da Áustria-Hungria e da Bulgária. Eles ocupariam a maior parte da Albânia até a Ofensiva de Vardar, em setembro de 1918.

### Ocupação austro-húngara da Albânia (1916–1918)

Ocupação da Albânia em 1916.

A maior parte da Albânia foi ocupada pela Áustria-Hungria. A Albânia foi considerada uma Besetztes Freundesland (País Ocupado Amigável). Os austro-húngaros deixaram a administração local, formaram uma gendarmaria albanesa e abriram escolas. O desenvolvimento de uma língua e ortografia albanesas adequadas foi promovido para reduzir as influências italianas. Eles também construíram estradas e outras infraestruturas. Menos popular foi a sua tentativa de confiscar armas, que estavam presentes em toda a população civil.  No entanto, vários milhares de albaneses lutaram ao lado dos austro-húngaros contra os aliados, inclusive quando o exército italiano desembarcou em Durazzo.  ↑a 
A Administração Militar foi estabelecida em Scutari. 
Os comandantes militares austro-húngaros foram: 
- Hermann Kövess von Kövessháza (fevereiro de 1916 – março de 1916), comandante do 3º Exército
- Ignaz Trollmann (março de 1916 – outubro de 1917), comandante do XIX Corpo de exército
- Ludwig Können-Horák (outubro de 1917 – julho de 1918), comandante do XIX Corpo de exército
- Karl von Pflanzer-Baltin (julho de 1918 – outubro de 1918), comandante do Grupo de Exércitos da Albânia.

O administrador civil foi August Ritter von Kral. 

### Ocupação búlgara da Albânia (1916–1917)
Em 10 de dezembro de 1915, o exército búlgaro cruzou o rio Drin, entrou na Albânia e atacou as posições do exército sérvio em retirada.  Em primeiro lugar, o exército búlgaro avançou para o vale do rio Mat, ameaçando capturar Shkodra e Lezhë. 
Houve uma rivalidade entre o Reino da Bulgária e a Áustria-Hungria no estabelecimento de sua influência na Albânia.  Tentando estabelecer sua influência na Albânia, a Bulgária permitiu que Ahmed Zogu estabelecesse sua administração em Elbasan e o apoiou em suas tentativas de reavivar o apoio ao regime de Guilherme de Wied.  A dupla invasão da Áustria-Hungria e do Reino da Bulgária e a falta de apoio do Reino da Sérvia ou da Itália forçaram Essad Paxá Toptani a deixar a Albânia em 24 de fevereiro de 1916, quando novamente declarou guerra à Áustria-Hungria. 
Em setembro de 1917, as tropas francesas comandadas pelo general Maurice Sarrail empreenderam uma ação contra os exércitos da Áustria-Hungria e da Bulgária na Albânia. Embora os exércitos da Bulgária e da Áustria-Hungria tenham sido acompanhados pelos albaneses, liderados por Hysejn Nikolica,  as tropas francesas capturaram Pogradec, pondo fim à ocupação búlgara da Albânia. 

### Protetorado francês e italiano sobre o sul da Albânia (outono de 1916)
Em maio de 1916, o XVI Corpo italiano, cerca de 100.000 homens sob o comando do general Settimio Piacentini, retornou e ocupou a região do sul da Albânia no outono de 1916,  enquanto o exército francês ocupou Korçë e suas áreas vizinhas em 29 de novembro de 1916. As forças italianas (em Gjirokastër) e francesas (em Korçë), seguindo principalmente o desenvolvimento da Frente Balcânica, entraram na área da antiga República Autônoma do Epiro do Norte (controlada pela minoria grega) no outono de 1916, após a aprovação da Tríplice Entente.
O estabelecimento da República Autônoma Albanesa de Korçë foi feito em 10 de dezembro de 1916 pelas autoridades francesas com um protocolo, segundo o qual uma província autônoma seria estabelecida nos territórios de Korçë, Bilishti, Kolonja, Opar e Gora, no leste da Albânia.
Em 12 de dezembro de 1916, a Itália pediu explicações ao Quai d'Orsay, por meio de seu embaixador, porque o estabelecimento da República Albanesa Autônoma de Korçë violava o Tratado de Londres.  A Áustria-Hungria usou o precedente francês em Korçë para justificar a proclamação da independência da Albânia sob seu protetorado em 3 de janeiro de 1917, em Shkodra.
O Reino da Itália fez o mesmo ao proclamar a independência da Albânia sob seu protetorado em 23 de junho de 1917, em Gjirokastra .  O general Giacinto Ferrero proclamou naquele dia o protetorado italiano e nas semanas seguintes entrou na Grécia e ocupou Ioannina no Épiro.  Nem a Grã-Bretanha nem a França foram consultadas previamente e não deram qualquer reconhecimento oficial ao Protectorado Italiano.  Esta república albanesa sob a liderança de Turhan Përmeti, protegida por 100.000 soldados do Exército italiano, adotou oficialmente uma bandeira vermelha com uma águia negra no meio, mas levantou uma tempestade de protestos, até mesmo no Parlamento italiano. 
No outono de 1918, os italianos expandiram seu protetorado (sem acrescentar nada oficialmente à Albânia) para áreas do norte da Grécia (ao redor de Castória) e da Macedônia ocidental (ao redor de Bitola), conquistadas dos búlgaros e otomanos. Em 25 de setembro, a 35ª Divisão italiana chegou e ocupou Krusevo, bem no interior da Macedônia Ocidental. 

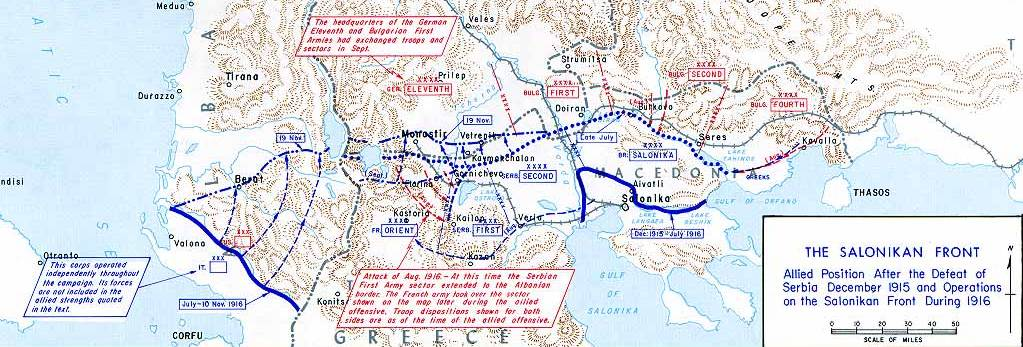
O movimento dos exércitos na Frente Macedônia

### Frente da Macedônia (1916–1918)
A Frente da Macedônia, também conhecida como Frente de Salônica, da Primeira Guerra Mundial foi formada como resultado de uma tentativa das potências aliadas de ajudar a Sérvia . Os Aliados conseguiram mover o Exército Sérvio de Corfu para regiões da Grécia e Albânia, onde, eventualmente, uma frente estável foi estabelecida, indo da costa adriática albanesa até o Rio Struma, colocando uma força Aliada multinacional contra o Exército Búlgaro, que em vários momentos foi reforçado com unidades menores das Potências Centrais restantes. A Frente Macedônia permaneceu bastante estável, apesar das ações locais, até a grande ofensiva Aliada em setembro de 1918. 
Em setembro de 1918, as forças da Entente finalmente romperam as linhas das Potências Centrais ao norte de Tessalônica e, em poucos dias, as forças austro-húngaras começaram a se retirar da Albânia. Em 2 de outubro de 1918, a cidade de Durrës foi bombardeada por ordem de Louis Franchet d'Espèrey, durante a Batalha de Durazzo. Segundo d'Espèrey, o Porto de Durrës, se não fosse destruído, teria servido para a evacuação dos exércitos búlgaro e alemão, envolvidos na Primeira Guerra Mundial.  Quando a guerra terminou em 11 de novembro de 1918, o exército italiano havia ocupado a maior parte da Albânia; a Sérvia detinha grande parte das montanhas do norte do país; a Grécia ocupava uma pequena porção de terra dentro das fronteiras da Albânia em 1913; e as forças francesas ocuparam Korçë e Shkodër, bem como outras regiões com populações albanesas consideráveis. 
Pelo Tratado secreto de Londres, assinado em abril de 1915, as potências da Tríplice Entente prometeram à Itália que ganharia Vlorë (Valona) e terras próximas, além de um protetorado sobre a Albânia em troca de entrar na guerra contra a Áustria-Hungria. Foi prometido à Sérvia e Montenegro grande parte do norte da Albânia, e à Grécia grande parte da metade sul do país. O tratado deixou um pequeno estado albanês que seria representado pela Itália em suas relações com as outras grandes potências. 

## Consequências
A confusão política da Albânia continuou após a Primeira Guerra Mundial. O país não tinha um único governo reconhecido, e os albaneses tinham temores razoáveis de que a Itália, a Iugoslávia e a Grécia extinguiriam a independência da Albânia e dividiriam o país. As forças italianas controlavam a atividade política albanesa nas áreas que ocupavam. Os sérvios, que ditaram em grande parte a política externa da Iugoslávia após a Primeira Guerra Mundial, se esforçaram para tomar o norte da Albânia, e os gregos buscaram controlar o sul da Albânia. 
Em 1918, o exército sérvio devastou 150 aldeias no vale do Drin, no norte da Albânia.  Houve uma série de massacres realizados nas regiões de Podgor, Rozaj, Gjakova, Rugova e Gusinje e Plav com o objetivo de suprimir o movimento de resistência local. 
O presidente dos EUA, Woodrow Wilson, interveio para bloquear o acordo de Paris. Os Estados Unidos ressaltaram seu apoio à independência da Albânia reconhecendo um representante oficial albanês em Washington, D.C., e em 17 de dezembro de 1920, a Liga das Nações reconheceu a soberania da Albânia, admitindo-a como membro pleno. As fronteiras do país, no entanto, permaneceram incertas. 
Enquanto isso, o exército italiano foi expulso da Albânia por uma força voluntária albanesa durante a Guerra de Vlora (junho-setembro de 1920). A instabilidade no país chegou ao fim quando o Parlamento aboliu o Principado da Albânia e proclamou a República, investindo poderes ditatoriais no novo presidente Ahmet Zogu. 